# Fethia Mzali
Fethia Mzali (arabe : فتحية مزالي), née Fethia Mokhtar (فتحية المختار) le 6 avril 1927 à Tunis et morte le 12 février 2018 dans la même ville, est une femme politique tunisienne qui devient en 1983 l'une des deux premières femmes ministres du pays.

## Biographie

### Formation
Fille d'Abderrahmane Mokhtar, née au sein d'une famille originaire d'une famille de Ras Jebel, Fethia Mzali suit ses études primaires à l'école de filles musulmanes de la rue des Savants à Tunis puis à l'école de filles du Bardo, jusqu'à obtenir le certificat d'études primaires en 1939.
Elle poursuit ses études secondaires au lycée Paul-Cambon jusqu'en 1941, puis au lycée de Montfleury jusqu'en 1944, avec une interruption de deux ans à partir de 1942 en raison de la Seconde Guerre mondiale. Elle termine ses études secondaires au lycée Armand-Fallières où elle obtient son baccalauréat avec mention en 1947. Sa famille lui donne la permission de continuer ses études supérieures en France. Elle termine ses études en obtenant une licence de philosophie en 1952 à la Sorbonne.

### Vie professionnelle
Entre 1950 et 1970, Fethia Mzali occupe un poste de professeur à l'École normale des jeunes filles de Tunis, où elle enseigne la psychologie, la psychologie de l'enfant et la sociologie. En 1957, elle exerce la fonction de directrice de l'école, puis devient inspecteur de l'enseignement primaire. Entre-temps elle est nommée aussi en 1968 et 1969 au sein de la commission nationale pour l'éducation chargée de réviser le système éducatif dix ans après la réforme amorcée par Mahmoud Messadi en 1958.

### Engagement politique
Fethia Mzali est l'une des fondatrices de l'Union nationale des femmes de Tunisie en 1956. Sur proposition du président Habib Bourguiba, elle est chargée de la réorganisation de cette association jusqu'à sa désignation comme présidente en remplacement de Radhia Haddad, mise à l'écart en 1974 ; elle continue à occuper ce poste jusqu'en 1986.
En 1959, elle donne une conférence au Club Aziza Othmana au sujet du contrôle des naissances ; elle contribue à la création de l'Association tunisienne du planning familial en 1968 puis en devient la vice-présidente.
Dans le même temps, elle est élue conseillère municipale de la ville de Tunis de 1957 à 1960. Elle intègre le comité central du Parti socialiste destourien en 1974, puis est nommée membre de l'administration centrale, l'organe dirigeant suprême du parti, en 1979. En parallèle, elle est élue en 1974, 1979 et 1981 à la Chambre des députés ; elle en est désignée vice-présidente. Désignée ministre en 1983 pour prendre la tête d'un nouveau ministère, le ministère de la Famille et la Promotion de la femme, elle devient ainsi l'une des deux premières femmes en Tunisie à occuper un poste de ministre. Cette désignation a lieu au moment où son époux, Mohamed Mzali, est Premier ministre.
Elle continue à occuper ce poste jusqu'à sa destitution en juin 1986 et la suppression du ministère, qui suit le limogeage de son mari et son propre limogeage de l'administration centrale du parti au pouvoir.
Elle meurt le 12 février 2018 à Tunis.

### Vie privée
Fethia Mokhtar rencontre Mohamed Mzali durant ses études à Paris et l'épouse en 1950. Le mariage a lieu en présence du leader nationaliste Habib Bourguiba. Avec son mari, elle a six enfants, deux filles et quatre garçons. Son époux meurt en juin 2010.